# 레이철 로이
레이철 로이(Rachel Roy, 1974년 1월 15일 ~ )는 미국의 패션 디자이너이다.